# Stevie McCrorie
Stevie McCrorie (Stirling, 23 marzo 1985) è un cantante scozzese, vincitore della quarta edizione di The Voice UK.

## Biografia
Stevie McCrorie è nato a Stirling, in Scozia.
Sposato con Amy McCroire, hanno una figlia di nome Bibi.
Prima di vincere The Voice, è stato un vigile del fuoco e veniva soprannominato "L'Eroe" durante la competizione.

## Carriera

### 2010–2015:These Old Traditions
McCrorie iniziò a incidere e a registrare i propri pezzi con il gruppo Scruffy Kid, riuscendo ad aggiudicarsi il secondo posto nella battaglia scolastica delle band scozzesi. Cambiò spesso nome al proprio gruppo (Feelings Pass, The Goodnight Story, CITY e Voom Club), ma alla fine decise di optare per Stevie and the Moon. La band incise il singolo "Wolves and Rainbows" e più tardi, nel 2010, fece uscire These Old Traditions. Il gruppo si sciolse il 16 giugno 2013, il giorno dopo l'esibizione al Falkirks 20 Rocks.

### 2015:The Voice UK
Nel 2015, McCrorie ha partecipato alle selezioni per la quarta stagione di The Voice UK, interpretando All I Want dei Kodaline. Dopo aver ricevuto un plauso per la sua esibizione da parte dei quattro giudici, ha scelto di unirsi al team di Ricky Wilson.
Durante le battles, ha sfidato Tim Arnold con il brano Demons degli Imagine Dragons, vincendo la sfida.
Durante i Knockout, McCrorie ha cantato la canzone degli U2 I Still Haven't Found What I'm Looking For ed è riuscito ad accedere ai Live Show.
Durante il primo Live Show ha interpretato All Through the Night di Cyndi Lauper. Grazie alla sua esibizione, ha ricevuto il "Fast Pass" del Team Ricky, riuscendo a salvarsi.
Successivamente, durante il suo secondo Live Show, ha interpretato Bleeding Love di Leona Lewis, riuscendo ad accedere alle fasi finali assieme a Nwamadi. Durante la serata finale, ha cantato I'll Stand by You, Get Back, All I Want e Lost Stars. Il 4 aprile 2015, durante il Live Show, riesce ad aggiudicarsi la finale, vincendo di fatto il programma.

#### Esibizioni
| Momento dell'esibizione | Canzone                                            | Artista originale           | Risultato            |
| ----------------------- | -------------------------------------------------- | --------------------------- | -------------------- |
| Blind audition          | All I Want                                         | Kodaline                    | Unito al Team Ricky  |
| Battle                  | Demons (contro Tim Arnold)                         | Imagine Dragons             | Vincitore            |
| Knockout                | I Still Haven't Found What I'm Looking For         | U2                          | Accesso ai Live Show |
| Settimana 1             | All Through the Night                              | Cyndi Lauper                | Salvo (Fast Pass)    |
| Settimana 2             | Bleeding Love                                      | Leona Lewis                 | Prova superata       |
| Settimana 2             | Stay with Me (con Ricky Wilson e Emmanuel Nwamadi) | Faces                       | Prova superata       |
| Live Finale             | I'll Stand by You                                  | The Pretenders              | Vincitore            |
| Live Finale             | Get Back                                           | The Beatles e Billy Preston | Vincitore            |
| Live Finale             | All I Want                                         | Kodaline                    | Vincitore            |
| Live Finale             | Lost Stars                                         | Maroon 5                    | Vincitore            |

## Discografia
| Anno | Titolo     | Album |     |
| ---- | ---------- | ----- | --- |
| 2015 | Lost Stars | TBA   | TBA |